# Trifluoruro di cromo
Il trifluoruro di cromo o fluoruro di cromo(III) è il composto binario con formula CrF3. In condizioni normali è un solido verde, insolubile in acqua e alcool. Esistono anche forme idrate come le specie viola [Cr(H2O)6]F3 e [Cr(H2O)6]F3•3H2O, solubili in acqua.

## Struttura
Come nella maggior parte dei composti di cromo(III), la coordinazione attorno all'atomo di cromo è ottaedrica. Nella forma anidra i sei siti sono occupati da leganti fluoruro a ponte con atomi di cromo adiacenti. Nelle forme idrate l'acqua sostituisce parzialmente o totalmente i leganti fluoruro.

## Sintesi
Il trifluoruro di cromo anidro fu ottenuto per la prima volta nel 1893 da Camille Poulenc (1864-1942). La sintesi avviene per reazione tra tricloruro di cromo anidro e acido fluoridrico a 500 °C:
{\displaystyle {\ce {CrCl3 + 3 HF -> CrF3 + 3 HCl}}}
Le forme idrate si ottengono trattando triossido di cromo idrato con acido fluoridrico in soluzione a caldo:
{\displaystyle {\ce {Cr2O3 + 6 HF + 9 H2O -> 2 [Cr(H2O)6]F3}}}

## Usi
Sono utilizzate principalmente le forme idrate, che trovano applicazione
come mordenti nei tessuti e come inibitori di corrosione.

## Tossicità / Indicazioni di sicurezza
Il trifluoruro di cromo è disponibile in commercio. Il composto è corrosivo, ed è nocivo per contatto, inalazione e ingestione. Non ci sono dati che indichino proprietà cancerogene.